# Maggiore (jezero)
Jezero Maggiore (tal. Lago Maggiore) je pogranično predalpsko jezero u Italiji (između regija Pijemonta i Lombardije) i Švicarskoj (Kanton Ticino). Maggiore je drugo po veličini jezero u Italiji, te najduže jezero u Italiji. Glavne pritoke su rijeke Ticino, Maggia, Toce, te rijeka Tresa kojom se jezero Lugano izlijeva u jezero Maggiore). Iz jezera Maggiore istječe rijeka Ticino. Boromejski otoci su skupina otoka u talijanskom dijelu jezera koja je dobila ime po plemićkoj obitelji koja je upravljala otocima. U švicarskom dijelu se nalazi skupina od dva otoka tal. Isole di Brissago. Skupinu čine veći otok tal. Grande Isola (ili San Pancrazio) te manji tal. Isolino ili tal. Isola Piccola (ili tal. Isola di Sant’Apollinare).